# Bernina International
Bernina International AG є приватним міжнародним виробником систем шиття та вишивання. Компанію заснував у Штекборні, Швейцарія, швейцарський винахідник Фріц Гегауф (Fritz Gegauf). Компанія розробляє, виробляє та продає товари та послуги для текстильного ринку, в першу чергу товари, пов’язані з побутовим шиттям у сферах вишивки, квілтингу, домашнього текстилю, пошиття одягу та рукоділля . Витоки компанії лежать у винаході швейної машини для підшивки (підгинальних стібків), винайденої в 1893 році швейцарським винахідником і підприємцем Карлом Фрідріхом Гегауфом (Karl Friedrich Gegauf). На цей момент продукція компанії включає швейні машини, вишивальні машини, машини для оверлоку та комп’ютерне програмне забезпечення для дизайну вишивки.

## Історія

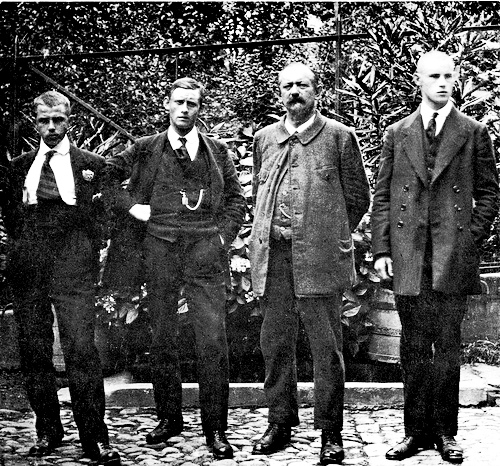
Засновник компанії Карл Фрідріх Гегауф і його сини

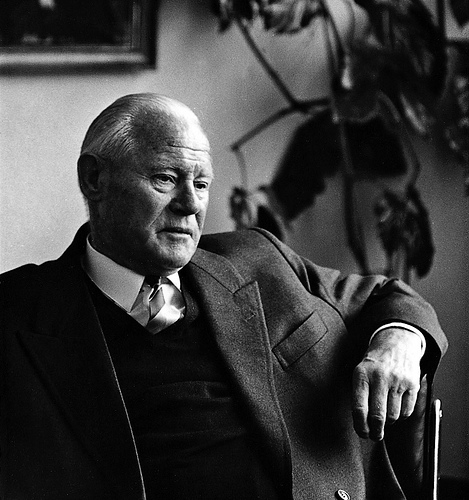
Фріц Гегауф представив бренд Bernina в 1932 році.

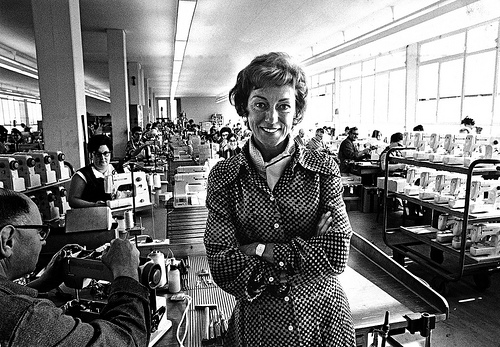
У 1965 році компанію очолила Одетта Уелчі.

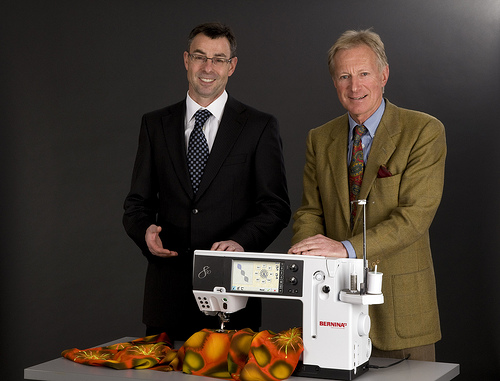
Ханспетер Уельчі (праворуч) і CEO Клод Дрейєр випустили модель B830 у 2008 році.

### 1890–1926: Карл Фрідріх Гегауф і винайдення швейної машини для швейної строчки
Сучасну компанію Bernina International AG заснував Карл Фрідріх Гегауф (Karl Friedrich Gegauf) у 1893 році, коли він вирішив продовжити навчання на механіка замість вивчення медицини. Після закінчення навчання він працював на фабриці вишивальних машин Baum у Роршаху. У 1890 році Карл Фрідріх Гегауф заснував власний бізнес у Стекборні, Швейцарія, відкривши вишивальну та механічну майстерні для виготовлення власного винаходу, машини для вишивання монограм. Разом зі своїм братом Георгом, продавцем, Карл Фрідріх керував компанією Gebrüder Gegauf (Брат Гегауф). Завдяки своєму залученню у текстильну промисловість він помітив, наскільки трудомісткою є робота з підшивкою, яку до того часу можна було робити лише вручну. Таким чином, у 1893 році Карл Фрідріх Гегауф винайшов першу у світі швейну машину з підгинальним швом, здатну шити 100 стібків за хвилину . У 1895 році майстерня братів Гегауфів була повністю знищена пожежею, за винятком прототипу швейної машини для підгинальних швів, яку вдалося врятувати. Карл Фрідріх побудував нову майстерню в старому сараї, де зосереджувалася вже не на вишивці, а на конструкції швейної машини для підгинальних швів. На серійному виробництві швейної машини для підгинальних швів було зайнято близько 70 осіб. Механічне виконання підгинального шва, як прикраси для носових хусток, скатертин або покривал, зазвичай називали «гегауфінгом», оскільки ім’я Гегауф стало відомим у цій галузі .

### 1926–1947: Фріц Гегауф і розробка першої побутової швейної машини Bernina
У 1919 році Фріц Гегауф (Fritz Gegauf), один із синів Карла, разом зі своїм батьком подав заявку на патент швейної машини «Wotan», яка стала ще одним міжнародним успіхом компанії, яка змінила назву на «Fritz Gegauf». Після перебування в Парижі, де продавали консервні ножі компанії, які не мали ринку у Швейцарії, він повернувся до рідного міста. Його брат Густав і він взяли під контроль фабрику після смерті батька в 1926 році . Під час Великої депресії Фріц Гегауф об’єднав зусилля з вишивальною фабрикою Brütsch & Sohn у Санкт-Галлені, яка також працювала в мінусі. До кінця 1932 року вони розробили першу побутову швейну машину компанії, яку вони назвали Bernina. Невдовзі Bernina почали випускати також меблеву швейну машину, що потребувало будівництва нової меблевої фабрики в Стекборні. Станом на 26 жовтня 1937 року з заводу в Штекборні вийшло загалом 20 000 машин. У 1937 році він представив першу машину Bernina з зигзаг стібком, а в 1945 році — на ринку першу у світі портативну машину з зигзагом та з "вільною рукою". У 1947 році Густав Гегауф залишив компанію. До середини 1963 року в Стекборні було виготовлено мільйон швейних машин Bernina з зигзагом. Відтоді компанію зазвичай називають Bernina, хоча з 1947 року її офіційна назва – «Fritz Gegauf Aktiengesellschaft, Bernina Nähmaschinenfabrik».

### 1959–1988: Одетт Гегауф-Уельчі та повністю автоматична швейна машина
З 1959 року головну роль у «Берніні» виконувала Одетта Уельчі (Odette Ueltschi), дочка Фріца Гегауфа . Вона прийняла керівництво після смерті свого брата в 1965 році. У 1963 році на ринку з'явилася перша швейна машина Bernina з запатентованим механізмом підйому притискної лапки, що активується колінним положенням, 730. З 1963 року випускалася наступна модель, 730, і того ж року була виготовлена мільйонна швейна машина Bernina. Лідером продажів серед усіх моделей був клас 830, який надійшов у виробництво в 1971 році й продовжувався до 1981 року. У 1981 році компанія зробила наступний крок у розвитку побутових швейних машин. Модель 930 була першою машиною з функцією стрейч-стібка. За нею послідувала 1130, перша повністю автоматизована швейна машина, випущена в 1986 році. Незмінний слід, який Одетта Гегауф-Уельчі залишила на компанії, відображено в назві лінії швейних машин bernette, утвореній комбінацією першої половини назви бренду та другої половини її імені .

### 1988–2009: Hanspeter Ueltschi та перший швейний комп’ютер, розширення ринків і виробництва
Ханспетер Уельчі (Hanspeter Ueltschi) прийняв керівництво Fritz Gegauf AG у 1988 році від своєї матері Одетти Гегауф-Уельчі, і зараз керує компанією як власник і голова ради директорів. Після вивчення бізнес-адміністрування в Університеті Санкт-Галлена Уельчі сім років здобував професійний досвід у США, перш ніж очолити сімейну компанію у Швейцарії. Уельчі ще більше розширив лідируючі позиції компанії в технологічному секторі швейних машин, знизив витрати на виробництво та просував інноваційні продукти та маркетинг. Він започаткував епоху комп’ютерів у бізнесі з artista 180, першим швейним комп’ютером Bernina, і забезпечив безперервний розвиток та оптимізацію комп’ютерних технологій у швейній сфері, як показали послідовні моделі artista, а також серія aurora. Роблячи це, він просунувся до своєї проголошеної мети зробити шиття привабливішим і популярнішим у всьому світі. У 1990 році компанія створила виробничі потужності в Таїланді на додаток до головного заводу в Стекборні. Bernina Thailand належить компанії Bernina International і управляється швейцарською командою менеджерів. Уельчі також несе значну відповідальність за створення США як ключового ринку та розширення на нові ринки Східної Європи, Південної Америки та Індії, а також на Близькому Сході. Він змінив назву «Fritz Gegauf AG» на «Bernina International AG», щоб врахувати тенденцію до глобалізації та успіх бренду компанії. Під керівництвом генерального директора Клода Дрейєра (Claude Dreyer) з 2008 по 2020 рр.) Bernina диверсифікувала виробництво машин для квілтингу з довгою рукою, багатоголкових вишивальних машин (Melco) і випустила кілька серій швейних машин з новою системою човників Bernina. У 2020 році було випущено L 850 і L 890, два оверлоки з пневматичним заправником нитки, розроблені в штаб-квартирі у Швейцарії. З 2021 року компанією керує генеральний директор Кай Хіллебрандт, а Ханспетер Уельчі є головою ради директорів. Його діти Катаріна та Філіп Уельчі увійшли до виконавчої ради.

### Сучасність
Bernina Textile Group — це всесвітньо активна група з 15 компаній, які ведуть бізнес у 80 країнах. Компанія працює в таких категоріях продуктів, як побутові швейні та вишивальні машини, побутові оверлочні машини, довгоручні квілтингові машини, багатоголкові вишивальні машини, аксесуари (притискна лапка, вишивальні п’яльця та інші аксесуари для шиття, квілтингу та оверлоку), а також комп’ютерне програмне забезпечення для дизайну вишивання.
Дочірні компанії створені в Австралії, Австрії, Бельгії, Німеччині, Нідерландах, Новій Зеландії, Швейцарії та США. Дочірня компанія Benartex зі штаб-квартирою в Сполучених Штатах  продає, зокрема, друкований текстиль і тканини для квілтингу (стьобання). Інша дочірня компанія OESD займається розробкою та продажем дизайнів для вишивки. Компанія Brewer, яка працює на ринку швейних товарів, пропонує ідеї для шиття та рукоділля, викрійки, книги тощо. Оборот Bernina Textile Group з 2016 року зріс зі 185 мільйонів швейцарських франків до 244 мільйонів швейцарських франків.
Остання модель, B 880, є нинішньою флагманською моделлю компанії, тоді як моделі 7 серії є найсучаснішими продуктами Bernina, оснащеними системою човників Bernina для стібків шириною до 9 мм зі швидкістю до 1000 стібків на хвилину. 

## Моделі

### Модельні ряди
| Розробка  | Серії           | Примітки | Зображення |
| 1932–1945 | Model 105       | Перша побутова швейна машина під маркою Bernina Ручна швейна машина фірми Fritz Gegauf |            |
| 1938–1945 | Model 117       | Перша швейна машина BERNINA для зигзагів. |            |
| 1945–1963 | Model 125       | Перша електрична швейна машина Bernina для зигзагів з "вільною рукою" |            |
| 1954–1963 | Model 530       | Перша Bernina із запатентованою притискною лапкою та напівавтоматичною функцією пришивання петлі |            |
| 1963–1982 | Model 730       | Модель 730 із запатентованим підйомником притискної лапки, який активується колінним положенням |            |
| 1971–1982 | Model 830       | Перша Bernina з електронним ножним управлінням — топова модель за 11 років |            |
| 1982–1989 | Model 930       | Перша Bernina з функцією стрейч-стібка та особливо потужним двигуном |            |
| 1986–1989 | Model 1130      | Перша комп’ютеризована Bernina з повністю автоматичними однокроковими петлями та пам’яттю стібків |            |
| 1989–1998 | Model 1230      | Модель із розширеним об’ємом пам’яті та повністю автоматичними однокроковими петлями, включно з петлями для гудзиків |            |
| 1993–1998 | Model 1630      | Топова модель: ширина стібка 9 мм, понад 400 схем стібків, монограми, п’ять алфавітів, можливе шиття в 16 напрямках |            |
| 1998–2002 | Artista 165,180 | Топ-модель із індивідуальним програмним забезпеченням вибору шаблону для індивідуальних налаштувань клієнта, додатковим модулем вишивання, перетворенням відсканованих шаблонів на дизайни вишивки |            |
| 1999–2020 | Model 1008      | Базова електромеханічна модель. Не керується комп'ютером. Металевий корпус. |            |
| 2001–2002 | Activa 145      | Проста компактна швейна машина: комп’ютеризована; індивідуально регульована пам'ять для шаблонів стібків, повторення петель, бібліотека стібків, лапка для печворку |            |
| 2002–2006 | Artista 200     | Перший у світі комп’ютер для шиття та вишивання: операційна система Microsoft Windows, привід CD-ROM, LCD-дисплей, понад 850 стібків, програмована функціональна клавіша, функція пам’яті для комбінацій стібків і дизайнів вишивки |            |
| 2004–2006 | 440QE           | Перший у світі швейний комп’ютер із системою Bernina Stitch Regulator для стабільної довжини стібка на змінних швидкостях шиття, особливо для стьобників |            |
| 2004      | Artista 640     | Удосконалений швейний комп’ютер: розширені службові програми та програми для декоративних швів, додатковий вишивальний модуль із вбудованим програмним забезпеченням для вишивання та додаткова система BSR |            |
| 2006      | Artista 730     | Високоякісна система шиття та вишивання: основні та декоративні шви, дизайни вишивки, багато автоматичних налаштувань, таких як обрізка ниток, сенсорний екран, система BSR, світло CFL. Додатковий модуль для вишивання |            |
| 2008      | Model B830      | Найбільша та найшвидша у світі система шиття та вишивання для домашніх користувачів: 1100 швейних стібків/хв, 1000 вишивальних стібків/хв, надвелика шпулька (на 40% більше, ніж раніше), повністю автоматичний нитковдівач, шиття в різних напрямках на 360°, 7 дюймовий TFT-екран, особливо яскрава робоча зона (30 світлодіодних ламп), понад 1000 схем стібків, 150 попередньо встановлених мотивів вишивки від міжнародних дизайнерів |            |
| 2009      | Model B820      | Подібний до B830, але без функції вишивання (не модернізується) або бокової подачі (шиття в різних напрямках), а також з меншим екраном і меншою кількістю шаблонів стібків |            |
| 2011      | Model 580       | Швейно-вишивальна машина, топова модель серії Bernina 5: 227 стібків, з яких 186 декоративних стібків, додатковий вишивальний модуль, великий сенсорний екран TFT, функція пам’яті, вбудована функція вишивання та 100 вишивальних мотивів |            |
| 2012      | Model 780       | Швейно-вишивальна машина з подвійним транспортуванням Bernina, захват Bernina 9, великий вишивальний модуль, BSR, 1306 стібків, 130 інтегрованих шаблонів для вишивання, включаючи консультанта з шиття та посібник, топова модель серії Bernina-7 |            |
| 2014      | Model Q 24      | Перша машина для стьобування Bernina з довгою рукояткою з 24-дюймовим вільним плечем, регулювання стібків за допомогою інтегрованих датчиків BSR, 2200 стібків на хвилину, призначена для використання на окантовці ковдри 3,55x1,2 м (довжина x ширина), установка на материнському заводі в Стекборні, до цього часу Bernina виробляла лише побутові швейні машини з моделлю Q 24 і меншою Q 20 для нового, напівпрофесійного сегменту клієнтів, так званого просьюмера. У штаб-квартирі компанії Steckborn була встановлена нова складальна лінія для машин для стьобування з довгими рукавами. |            |
| 2015      | Model 790       | Подальший розвиток B 780 із новим тримачем (у дочірній моделі B 720 вперше також доступний із шириною стібка 5,5 мм), адаптивним натягом нитки, вишивальним модулем, дизайнером вишивки та регулятором стібків BERNINA. |            |
| 2018      | Series 4        | Bernina запускає серію 4. Компактні моделі швейних машин оснащені гачком Bernina. |            |
| 2020      | L 850 and L 890 | З Bernina L 850 і L 890, Bernina випускає два оверлоки з пневматичним нитковдевачем, повністю розроблених в Швейцарії. Найважливішою особливістю є однокроковий пневматичний нитковдевач Bernina: при короткому натисканні ножної педалі нитка проходить через машину за допомогою повітря, і петельник автоматично переміщується в правильне положення. |            |

## Програмне забезпечення для вишивання
Bernina розробила програмне забезпечення для редагування дизайну вишивки та повного оцифрування під власним ім’ям і написане виробником промислового програмного забезпечення для оцифрування Wilcom International Pty Ltd .

## Подальше читання
- Даніела Дуйміч-Ербе: Bernina - Der rote Faden in der Welt des Nähens, 2006, ISBN 978-3-033-01045-1
- Фреді Майєр: Der Erfinder Karl Friedrich Gegauf, 2010, Medien Konstanz GmbH, ISBNISBN 978-3-942058-00-1
- Verein für wirtschaftshistorische Studien: Schweizer Pioniere der Wirtschaft und Technik, 1969, Zürich, Band 21